# كولين بيلي
كولين بيلي (26 فبراير 1985 في أستراليا - ) (بالإنجليزية: Cullen Bailey)‏ هو لاعب كريكت أسترالي. لعب مع فريق جنوب أستراليا للكريكت ‏.

## وصلات خارجية
- كولين بيلي على موقع إي آس بي آن كريك إنفو (الإنجليزية)